# Acer obtusifolium
Acer obtusifolium és una espècie de planta de la família de les Sapindàcies, originària de Turquia, Síria, Líban, Xipre i Palestina.
És un arbre perennifoli, tot i que pot defoliarse en cas de fred intens. A vegades es presenta com a forma arbustiva. Pot arribar a mesurar fins a 5 m d'alçada. La seva escorça és llisa i de color verd groguenc. Les seves fulles de color verd brillant són coriàcies, d'ovades a trilobades, trinervades, generalment senceres. Flors groc verdós en corimbes penjants. Sàmara d'uns 2 cm de llarg, d'ales divergents, formant un angle de 60 graus.

## Taxonomia
Acer obtusifolium va ser descrita per Smith, James Edward i publicada a Flora Graeca t. 361. 1824. (Fl. Graec.)

### Etimologia
- Acer: procedeix del nom llatí ǎcěr, -ĕris (afilat), en referència a les puntes característiques de les fulles o a la duresa de la fusta que, suposadament, es feia servir per a fabricar llances.
- obtusifolium: epítet llatí específic obtusus-a-um = obtús, aplanat y folium-i = fulla. De fulles obtuses i aplanades.[4]